# Cladocroce fibrosa
Cladocroce fibrosa är en svampdjursart som först beskrevs av Topsent 1890.  Cladocroce fibrosa ingår i släktet Cladocroce och familjen Chalinidae. Inga underarter finns listade i Catalogue of Life.